# Kaizen

kanjis japoneses de la palabra Kaizen (改 "cambio" y 善 "bueno")

Kaizen (改善?   ‘cambio a mejor’ o ‘mejora’) es un término japonés que engloba el concepto de un método de gestión de la calidad muy conocido en el mundo de la industria. Es un proceso de mejora continua basado en acciones concretas, simples y poco onerosas, y que implica a todos los trabajadores de una empresa, desde los directivos hasta los trabajadores de base. Como implica un cambio de actitud en el trabajador y también en la empresa, ambas definiciones apuntan a diferentes partes pero en ningún momento pierden su conexión, la una no puede existir sin la otra, algo parecido a la filosofía taoísta que establece el yin y yang.

## Etimología
La palabra sinojaponesa kaizen es la lectura de los caracteres kanji 改善, cuyo significado se puede descomponer así:
- 改 (kai en japonés, gǎi en chino) significa ‘cambio’ o ‘la acción de enmendar’.
- 善 (zen en japonés, shàn en chino) significa ‘bueno’ o ‘beneficioso’.

“Beneficioso” está más relacionado con el taoísmo o con la filosofía budista, que de la definición de un beneficio común, de la sociedad y no de intereses colectivos (p. e. mejora multilateral). En otras palabras, una persona no se puede beneficiar a expensas de otra. El beneficio que concierne a este concepto debe ser sustentable (para siempre); Zen o Shan es un término que refleja un acto realmente altruista, que beneficie a otros.
La palabra kaizen, etimológicamente, se refiere a cualquier cambio a mejor, ya sea grande o pequeño, puntual o continuo, de forma similar a la palabra «mejora» en español. En particular, la palabra kaizen en japonés no incorpora nada que connote un proceso continuo, y no puntual, de mejora.
Con el fin de distinguir los dos significados que tiene el término kaizen en japonés (por una parte, el tradicional de «mejora»; por otra, el significado más internacionalizado de «método de mejora continua»), habitualmente se escribe el segundo con los caracteres katakana カイゼン, desprovistos del valor semántico que tienen los kanji.
Aunque hay que hacer notar que hacer la traducción de los kanjis literalmente hace que haya una pérdida de sentido en la traducción, si hacemos la traducción inversa, literalmente "mejora continua" en japonés es "Kairyo 改良”. Esto es algo que se consigue externamente a través de inversiones materiales y financieras o confiando en técnicas de otros para resolver los problemas propios. La definición real de kaizen es más personal, y ocurre dentro de la propia mente para los japoneses. Kaizen podría traducirse mejor como "autodesarrollo continuo". Existe en Japón una clara distinción entre los dos conceptos: la mejora y el autodesarrollo. Por eso, incluso en Norteamérica, los empleados de Toyota suelen decir "Kaizen" en su japonés original, en lugar de intentar traducirlo al inglés.

## Historia
En Japón, durante el año 1952, la ocupación de las fuerzas militares estadounidenses trajo consigo expertos en métodos estadísticos de control de calidad de procesos que estaban familiarizados con los programas de entrenamiento denominados TWI (Training Within Industry), cuyo propósito era proveer servicios de consultoría a las industrias relacionadas con la Guerra.
Los programas TWI durante la posguerra se convirtieron en instrucción a la industria civil japonesa, en lo referente a métodos de trabajo (control estadístico de procesos). Estos conocimientos metodológicos los impartieron William Edwards Deming y Joseph Juran; y fueron muy fácilmente asimilados por los japoneses. Es así como se encontraron la inteligencia emocional de los orientales (la milenaria filosofía de superación), y la inteligencia racional de los occidentales y dieron lugar a lo que ahora se conoce como la estrategia de mejora de la calidad kaizen. La aplicación de esta estrategia a su industria llevó al país a estar entre las principales economías del mundo. 
Kaoru Ishikawa retomó este concepto para definir como la mejora continua o kaizen, se puede aplicar a los procesos, siempre y cuando se conozcan todas las variables del proceso.
El término alcanza una alta popularidad en occidente desde que en 1986 lo crea Maasaki Imai en su libro “KAIZEN: La clave de la ventaja competitiva japonesa (McGraw-Hill)”, junto con el auge del Lean Manufacturing que desde la década de 1960 viene introduciéndose en occidente.

## Aplicación
Este concepto filosófico, elemento del acervo cultural del Japón, se lleva a la práctica y no solo tiene por objeto que tanto la compañía como las personas que trabajan en ella se encuentren bien hoy, sino que la empresa sea impulsada con herramientas organizativas para buscar siempre mejores resultados. 
Partiendo del principio de que el tiempo es el mejor indicador aislado de competitividad, actúa en grado óptimo al reconocer y eliminar desperdicios en la empresa, sea en procesos productivos ya existentes o en fase de proyecto, de productos nuevos, del mantenimiento de máquinas o incluso de procedimientos administrativos. 
Su metodología trae consigo resultados concretos, tanto cualitativos como cuantitativos, en un lapso relativamente corto y a un bajo costo (por lo tanto, aumenta el beneficio) apoyado en la sinergia que genera el trabajo en equipo de la estructura formada para alcanzar las metas establecidas por la dirección de la compañía.
El kaizen como herramienta hace parte de lo que se denomina sistema de producción y es complementario a herramientas como la estandarización, las 5s y TPM, entre otros. Existen sistemas de producción que pueden ser adaptados a cualquier organización, como el monozukuri-genba, en este el Kaizen se considera como parte del nivel 3 de madurez.
Existen muchos tipos de Kaizen, entre los más comunes están:
- círculos de calidad (grupos kaizen)
- kaizen 2 días 2 horas (kaizen Nissan)
- karakuri kaizen
- teian kaizen
- kaizen kobetsu

Su aplicación dependerá de la necesidad y madurez de cada empresa. Por ejemplo los grupos kaizen que están compuestos por 5 personas y un asesor están destinados sobre todo al desarrollo humano y tienen como resultados adicionales mejoras en indicadores de calidad, productividad o seguridad y ergonomía, pero nunca debe perderse el foco de que su principal función es el desarrollo del trabajador; es por esto que en empresas maduras la oficina que lidera el kaizen pertenece al área de recursos humanos.

### Grupos kaizen
Están basados en el círculo de calidad desarrollado por Kaoru Ishikawa. Están compuestos por 4 integrantes, un líder y un asesor metodológico, tienen planes a un año para resolver problemas utilizando la ruta de la calidad:
1. Definición del Problema.
2. Reconocimiento de las Características del Problema (Observación).
3. Búsqueda de las principales causas (Análisis).
4. Acciones para eliminar las causas (Acción).
5. Confirmación de la eficacia de la acción (Verificación).
6. Eliminación permanente de las causas (Estandarización).
7. Revisión de las actividades y planificación del trabajo futuro.

En especial se utilizan para mejorar procesos de calidad. Para temas de productividad o mejoras de ergonomía es más adecuado el kaizen 2 días 2 horas; y para mejoras de flujo se emplea el kaizen de flujo o kaizen logístico que no aplican esta ruta.

### Kaizen 2 días 2 horas
También es llamado kaizen Nissan, ya que fue desarrollado en esta constructora de automóviles. Se especializa en mejoras de productividad modificando los puestos de trabajo.
En el caso del Kaizen 2 días, un grupo de trabajo interdisciplinario trabaja en la mejora de un puesto de trabajo analizando y aplicando los cambios inmediatamente. La aplicación del Kaizen 2 horas normalmente la hace el supervisor de línea y estrictamente se dedica este tiempo a implementar mejoras rápidas para disminuir el tiempo de ejecución de las labores.

### Kaizen Kobetsu
Las mejoras enfocadas son actividades que se desarrollan individualmente o con la intervención de las diferentes áreas comprometidas en el proceso productivo, con el objeto maximizar la efectividad global de equipos, procesos y plantas; todo esto a través de un trabajo organizado individualmente o en equipos interfuncionales, empleando metodología específica y concentrando su atención en la eliminación de los despilfarros que se presentan en las plantas industriales.
Existen 3 tipos:
- Kobetsu Kaizen Flash: problemas de baja complejidad, expuestos en las reuniones diarias de 5 minutos, deben ser resueltos en un máximo de 3 horas. Es usual que la solución se implemente a través del colaborador que la propuso o alguien de su mismo rango. Es común que el equipo se integre entre 5 y 12 personas, con un líder incluido.

- Evento Kaizen: oportunidades de mejora más complejos que serán resueltos en un límite de 8 horas. En este caso de igual forma es usual que la solución sea resuelta por el trabajador que propone la resolución u otra persona de su mismo puesto.

- Kobetsu Kaizen: Nivel mayor de complejidad. En este caso intervienen equipos multidisciplinarios utilizando herramientas más complejas como VSM, AMEFS, House Quality y control estadistiico de procesos, por ejemplo. Su duración es de 16 horas, máximo, distribuidos en 3 horas al día.

### Kaizen Teian
Tiene como principio, que todas las ideas son inútiles si estas no se implementan. Conlleva un gran compromiso de parte de los empleados e incluye que todas las áreas no importando cual, se animen a entrar en esta nueva cultura. Desde recursos humanos, mandos intermedios y en genba. Se tiene muy presente un concepto en lean, que el octavo desperdicio que se pueda tener es el talento humano.
En esta rama se tiene la idea de acumular pequeñas mejoras, con el objetivo de un progreso sostenido. Para esto es necesario que los trabajadores estén directamente relacionados con la mejora, esto es usualmente, mediante un buzón de sugerencias. Es muy importante mostrar el apoyo a todos los colaboradores dispuestos a sugerir cambios, al inicio algunos de ellos, pueden no ser beneficiosos o útiles pero es esencial que se demuestre el agradecimiento por el aporte y la intención. Si bien es usual que se ofrezcan ciertos beneficios o incentivos por las sugerencias de mejora, se insiste en que estas no sean económicas ni ostentosas, ya que se puede cometer el error, que los empleados terminen participando solo por los beneficios dando opiniones que no aporten un beneficio, únicamente para cumplir con el compromiso y no para realizar una mejora continua.